# Jacques d'Étampes
Pour les articles homonymes, voir Étampes.
Jacques d'Étampes, né en 1590 au Mont-Saint-Sulpice et mort le 20 mai 1668 à Mauny, marquis de La Ferté-Imbault, est un militaire français créé maréchal de France sous le règne de Louis XIV.

## Biographie
1er marquis de la Ferté-Imbault et de Mauny. Titres de courtoisie donnés par le roi dès les années 1620, confirmés le 5 janvier 1651 lorsqu’il est élevé à la dignité de maréchal de France. Son fils aîné, François d'Étampes, est pour sa part appelé le marquis de Mauny.
Baron de La Ferté-Imbault (Sologne) et de Mauny (Normandie, près de Rouen), seigneur de Salbris, du Mont-Saint-Sulpice, de Villefargeau et de Touberville.
Chef de nom et d'armes de la Maison d'Estampes, fils aîné de Claude d’Estampes (1526 - 1591), baron de la Ferté-Imbault, capitaine de 50 hommes d'armes des ordonnances du roi, tué au combat, et de Jeanne de Hautemer, dame de Mauny. 
Petit-fils du maréchal de Fervaques, alias Guillaume de Hautemer (1538 - 1613 ; comte de Châteauvillain, comte puis duc de Grancey et pair de France (1611), seigneur de Fervacques et baron de Mauny, chevalier des ordres du roi (1595), Maréchal de France (1597) et lieutenant-général de la province de Normandie).
Marié le 27 mai 1610 à Catherine-Blanche de Choiseul (vers 1590 - 17 octobre 1673), fille aînée de Charles de Choiseul (1563 - 1er février 1626), marquis de Praslin, Maréchal de France (1619), chevalier des Ordres du Roi (1595), lieutenant-général au gouvernement de Champagne, capitaine des Gardes du Corps du roi. Plus tard première dame d'honneur de la duchesse d'Orléans.
Ami de Gaston de France, duc d’Orléans (Monsieur, frère du roi).
À ne pas confondre avec son cousin Jacques d'Estampes de Valençay.

## Carrière
Enseigne de la compagnie des 200 Gendarmes de Monsieur, duc d’Orléans, avec rang de mestre de camp de cavalerie, dès 1610, il se trouve la même année au siège de Juliers, où il commence sa carrière militaire. En 1617, il se trouve aux sièges de Soissons, Château-Porcien, Rethel et Sainte-Menehould.
Sous-lieutenant de la compagnie des Gendarmes du duc d'Orléans en 1620, il est au combat des Ponts-de-Cé fin juillet 1620, dans l'armée victorieuse, commandée par le marquis de Créquy et le comte de Bassompierre. Cette même année, il suit le Roi au voyage de Béarn. 
La Ferté-Imbault participe à toutes les campagnes de Louis XIII contre les protestants, de 1620 à 1630.
Il participe aux sièges de Saint-Jean-d'Angély, de Nérac, de Tonneins, de Clérac (juillet-août, là encore comme maréchal de camp), de Royan, de Montauban (octobre-novembre 1621).
Il passe comme maréchal de camp à l'Armée commandée par le duc de Nevers, envoyée en Champagne pour s'opposer au comte de Mansfeld en 1622.
Il ne paraît pas avoir fait la guerre de la Valteline, qui se termine le 5 mars 1626.
Il est nommé en 1626 capitaine-lieutenant de la Compagnie des 200 Gendarmes du duc d'Orléans, gouverneur de la ville et duché d'Orléans, conseiller et chambellan du duc d'Orléans.
Pendant les campagnes de son mari, Madame de la Ferté-Imbault réside habituellement au château du Mont Saint-Sulpice.
Dès 1627, il relève aussi son château de La Ferté-Imbault, victime en 1562 des guerres de religion, et modernise celui de Mauny, près de Rouen.

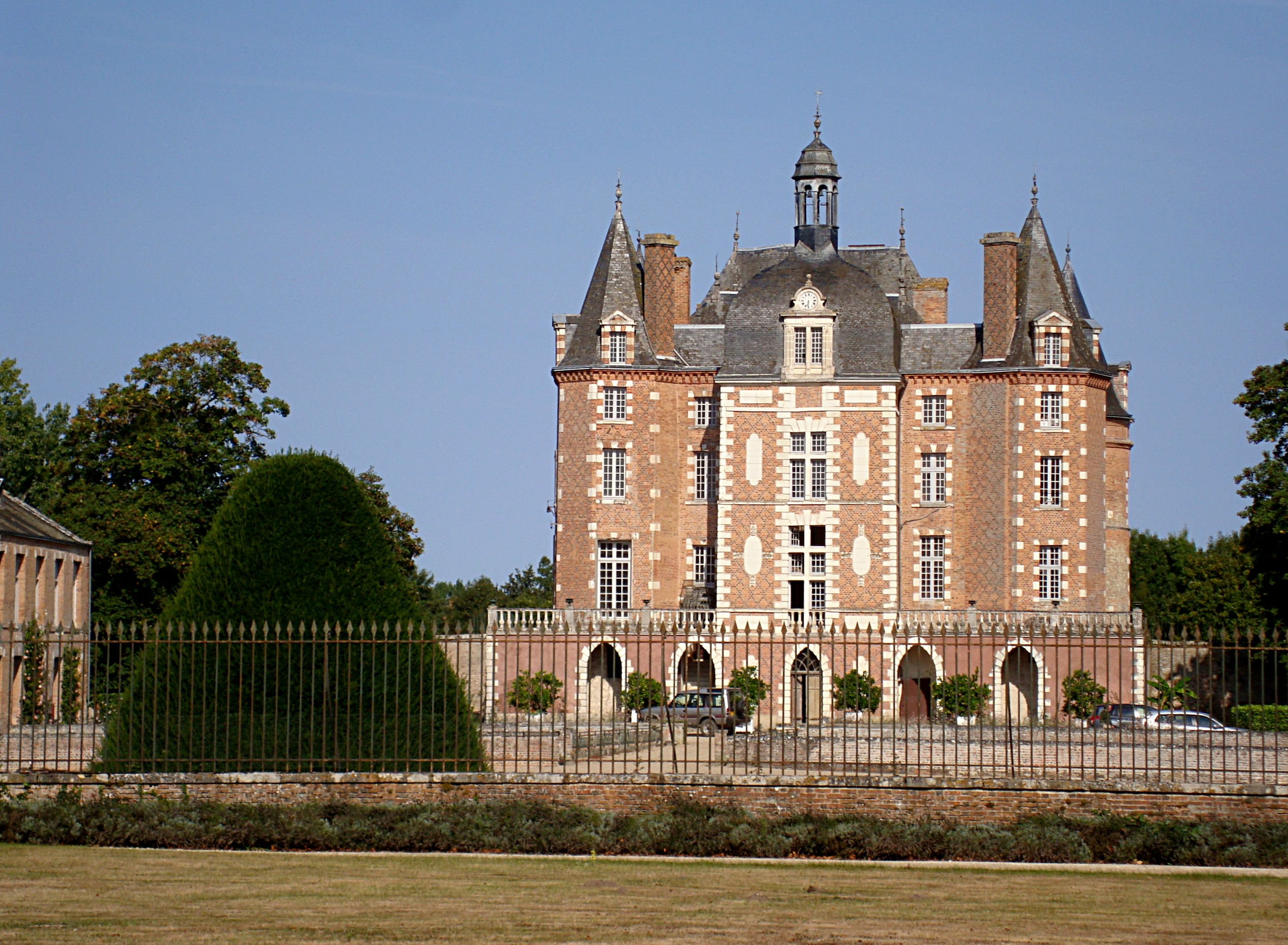
Le château de La Ferté-Imbault.

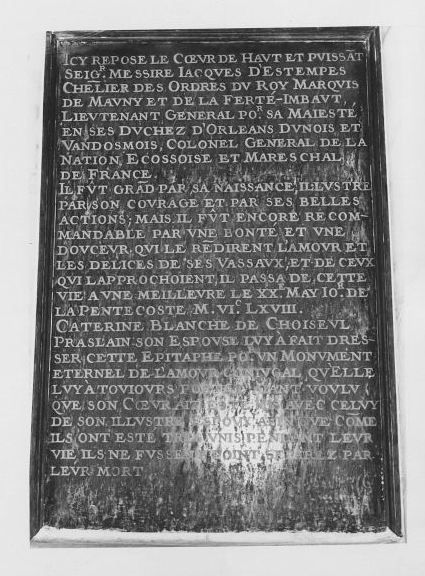
Epitaphe de Jacques d'Etampes, à Valençay.

Il sert au siège de la Rochelle comme maréchal de camp en 1627-1628.
Passé en Italie, il y sert sous le duc de Guise, en qualité de Mestre de Camp Général de la Cavalerie-Légère, puis sert en la même qualité au siège de Privas en 1629.
En 1630, La Ferté se distingue extrêmement au cours de la campagne de Piémont contre le duc de Savoie, pour secourir le duc de Mantoue. 
Il est au combat de Veillane, où à la tête de sa seule compagnie de deux cents hommes du duc d'Orléans, il charge trois mille ennemis, en tue neuf cents, fait trois cents prisonniers et prend quatorze drapeaux. Il combat ensuite au second secours de Cazals (ou Casal), la même année.
En 1635 il sert aux Pays-Bas et se distingue à la bataille d'Avein ou Avennes, gagnée par les maréchaux de Châtillon et de Brézé sur le prince Thomas de Savoie. On le remarqua encore, l'année suivante (1636), à la reprise de Corbie, réparation d'un échec qui avait grandement ému Paris et la cour. 
Il est aux sièges de Bohain, de Landrecies, de Maubeuge, de la Capelle, de Renty, du Castelet.
Mestre de camp propriétaire d’un régiment de cavalerie de son nom en 1638 (à la formation des régiments de cavalerie), il est présent au combat de Mouzon et au siège d’Yvoy en 1639.
Étant venu joindre l'Armée du Roi à Corbie, il y fut laissé pour commander en Chef 10 000 hommes de pied et 5 000 cavaliers.
Nommé Ambassadeur de France en Angleterre en juillet 1641, il reste deux ans à Londres. Le choix de La Ferté-Imbault a été déterminé autant par son habileté que par les qualités conciliantes de son caractère. On peut croire aussi qu'il a été désigné pour ce poste difficile par le comte d'Harcourt, sous les ordres duquel il avait servi en Piémont. D'Harcourt avait lui-même occupé l'ambassade de Londres en 1636, et y retourna plus tard. Il empêche l'embarquement de 14 000 Irlandais, recrutés par les Espagnols, pour la défense de Perpignan, et lève lui-même 6 000 Écossais pour le service de la France. 

Le roi Charles Ier connaît alors une situation critique, soumis aux pressions du Parlement.
Jacques d'Étampes est nommé le 11 août 1643 colonel général des gardes écossais du Roi, alias de l'infanterie écossaise de France (1643-1645), grade créé pour lui. Ce corps était dévoué de cœur à la cause royale des Stuart. Il est lieutenant-général pour le roi au gouvernement d’Orléanais, Vendômois et Dunois le 21 novembre 1644, puis nommé conseiller d'État.
Employé à l'Armée de Flandre de 1645 à 1649, il se trouve en 1645, aux sièges de Gravelines, en qualité de premier Maréchal de Camp, de Bourbourg, de Mardick, où il est promu Lieutenant Général des Armées du roi, de Linck, de Bergues et au passage de la Corne en 1645.  Il prend part au siège de Courtray, ainsi qu'au second siège de Mardick, en août 1646.
Il est à la prise de Furnes le 7 septembre, puis au siège de Dunkerque (1646), du 7 septembre au 11 octobre, sous le commandement du duc d'Enghien.

Le 31 octobre 1646 il se distingue près de Courtray, avec le même prince, repoussant une force espagnole composée de six régiments d'infanterie et de cinq régiments de cavalerie.  Il contribue à la victoire de Lens en 1648 et se trouve au passage de l'Escaut en 1649.
Il est ensuite employé à l’Armée de Normandie (1649-1650).
Élevé à la dignité de Maréchal de France le 5 janvier 1651, sur la recommandation de Gaston, duc d'Orléans, oncle du roi, avec Antoine, duc d'Aumont (1601 + 1669), Henri, duc de La Ferté-Senneterre (1600 + 1681), Jacques Rouxel, comte de Grancey (1603 + 1680 ; son jeune cousin-germain, fils de Charlotte de Hautemer), et Charles de Monchy, marquis d'Hocquincourt (1599 + 1658 ; mari d’Eléonore d’Estampes-Valençay). 
Il est fait chevalier des ordres du Roi l'année suivante mais reçu le 31 décembre 1661 (brevet no 327).
Il est conseiller d'honneur de tous les parlements et cours souveraines du royaume, comme Maréchal de France (1651), reçu en cette qualité au Parlement de Paris en 1654.
Jacques d'Étampes commande avec Turenne l'armée royale en 1654, lorsque les Espagnols durent lever le siège d'Arras.En 1656, complètement défait Don Juan José d'Autriche et prince de Condé à la bataille de Valenciennes. 
Le portrait en pied du maréchal d'Étampes de La Ferté-Imbault fut réalisé, en 1835, par Jean-Léonard Lugardon sur commande de Louis-Philippe Ier.
Il se trouve dans la sixième salle des Maréchaux, au musée historique de Versailles.

## Armoiries
| Figure | Blasonnement                                                                                         |
|        | D'azur, à deux girons d'or, posés en chevron, au chef d'argent chargé de trois couronnes de gueules. |

## Sources
- Gilberte Espouy, Jacques d'Estampes, Marquis de La Ferté-Imbault, maréchal de France ou l'honneur de servir, 2000.
- Francisque-Michel, Les Écossais en France et les Français en Écosse, Paris, 1862
- Jacques d'Estampes  sur roglo.eu ;
- Michel Popoff et préface d'Hervé Pinoteau, Armorial de l'Ordre du Saint-Esprit : d'après l'œuvre du père Anselme et ses continuateurs, Paris, Le Léopard d'or, 1996, 204 p. (ISBN 978-2-86377-140-2)